# 2-二苯甲基吡咯烷
2-二苯甲基吡咯烷（英語： 或 ，缩写Desoxy-D2PM）是一种含氮有机化合物，化学式C
17H
19N，能作为兴奋剂和精神药物。2-二苯甲基吡咯烷是二苯基脯氨醇（D2PM）的脱氧产物，与2-二苯甲基哌啶化学结构上相似，都能作为去甲腎上腺素-多巴胺再吸收抑制劑。